# Tjalling Hidde Friso Halbertsma
Tjalling Hidde Friso Halbertsma (Doorn, 6 maart 1969) is een Nederlands jurist en antropoloog en Mongolië-deskundige.
Hij studeerde rechten aan de Universiteit Maastricht en sociale antropologie aan de Universiteit van Amsterdam. In 1994 rondde hij beide studies af.
Tussen 1999 en 2006 werkte hij in Mongolië en China. Hij publiceerde verschillende boeken over zijn reizen en schrijft regelmatig over Mongolië en China in de South China Morning Post, Asian Art en de Nederlandse krant Trouw.
Hij was campagne-adviseur van de minister-president en president van Mongolië en de eerste buitenlander die in het kantoor van de president van Mongolië kwam te werken. In 2007 promoveerde hij op het Nestoriaanse erfgoed van Binnen-Mongolië aan de Universiteit Leiden.
Halbertsma heeft gewerkt voor het "Netherlands' Embassy Liaison Office" (consulaat) in Ulaanbaatar.